# Tres Fronteras

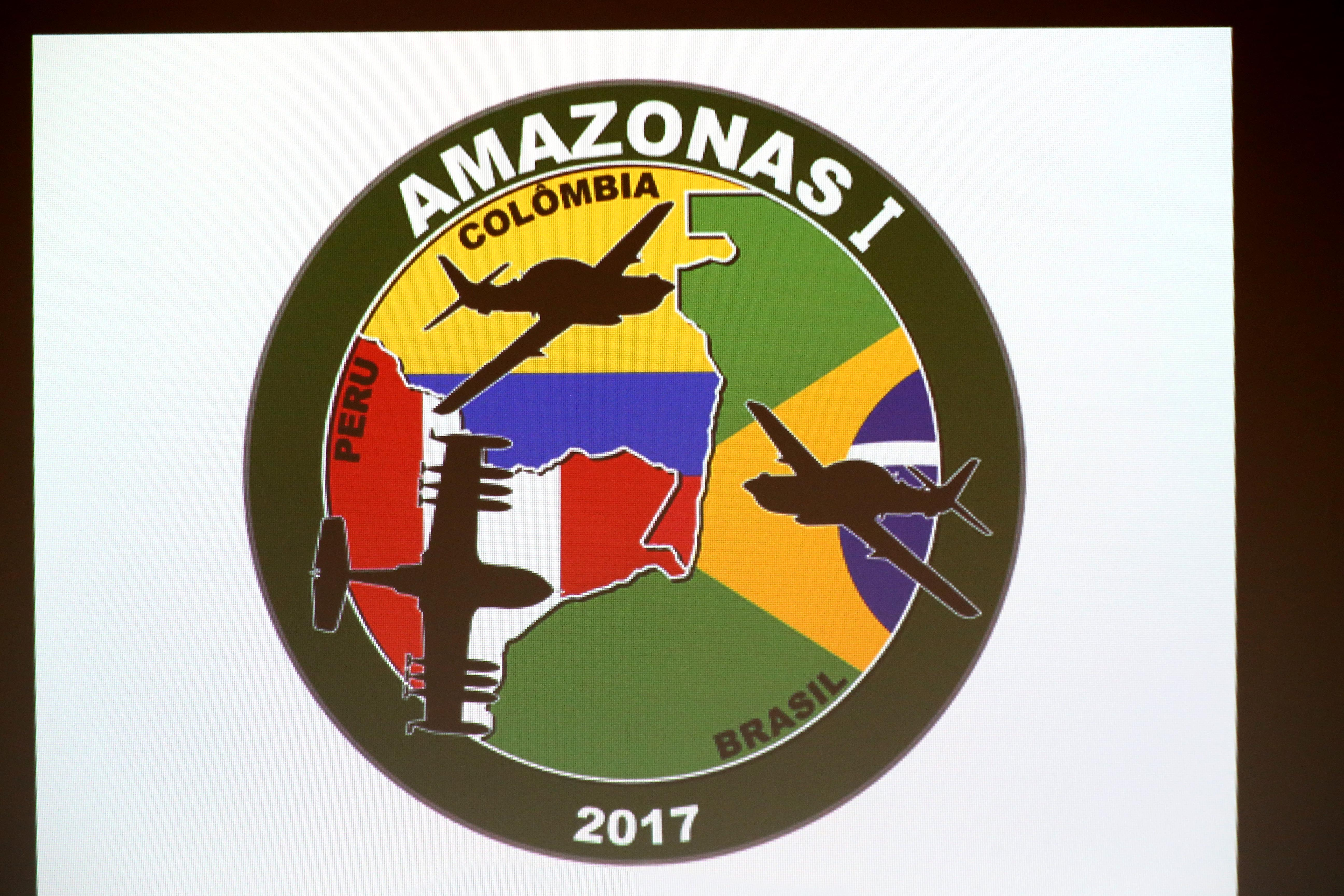
La triple frontera representada artísticamente.

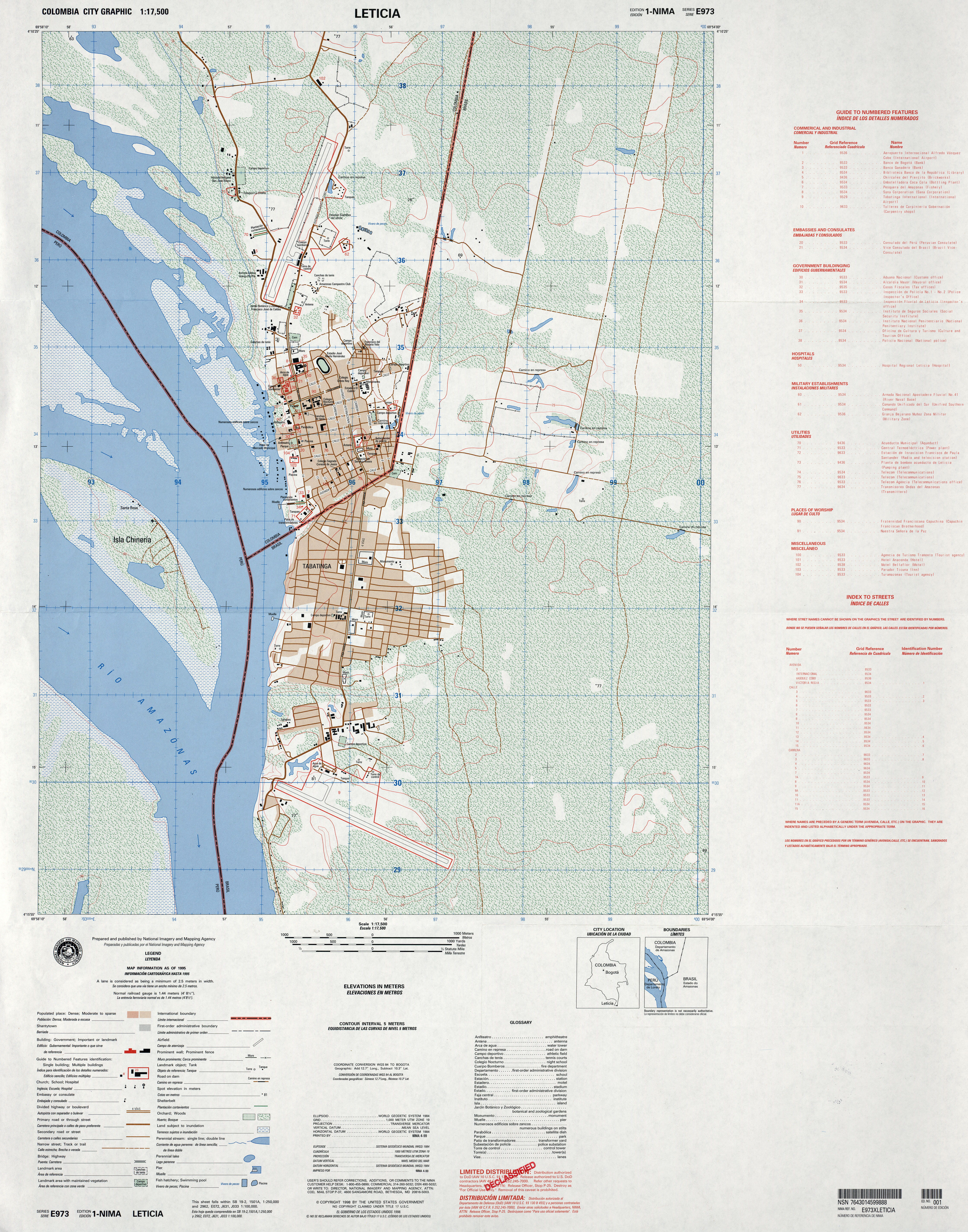
Mapa de Leticia en 1995 y la ubicación de la triple frontera, justo a la izquierda.

Tres Fronteras (en portugués: Três Fronteiras  y  en ticuna: Tamái-pi três Nazones) es el nombre del área amazónica donde se encuentra el hito fronterizo de las ciudades fronterizas de Tabatinga en Brasil, Leticia en Colombia y Santa Rosa en Perú.

## Cultura
La región se caracteriza por sus manifestaciones culturales que reflejan una mezcla de influencias de las culturas de los tres países, además de la influencia de los pueblos originales como el Ticuna.
Los habitantes de la región usan en su habla palabras provenientes del español y del portugués, lo cual se conoce regionalmente como el portuñol leticiano.